# Лимановский, Янка
Я́нка Лимано́вский (бел. Янка Ліманоўскі, настоящее имя Ива́н Миха́йлович Лимано́вский, бел. Іван Міхайлавіч Ліманоўскі; 9 сентября 1896 — 3 мая 1989) — белорусский и советский писатель и литературовед.

## Биография
Родился в крестьянской семье. Окончил реальное училище. Учился на агрономических курсах. Во время Первой мировой войны, в 1915 г. мобилизован в русскую армию. В 1918 г. вступил в РСДРП(б). Затем пошёл на службу в РККА военным комиссаром дивизии, участвовал в боях с немецкими и польскими войсками.
Дебютировал в печати в 1920 году. Первый рассказ опубликовал в 1925 г. (журнал «Полымя»). Автор повестей «Найденный клад» (журнал «Полымя», 1925), «Два пути» (журнал «Полымя», 1926), «Ветер с Востока» (1929), книги прозы «Над обрывом» (1929). Выступал с литературно-критическими статьями о творчестве М. Зарецкого, К. Чорного.
В 1920-1930-х годах работал в Наркомате земледелия БССР. Был членом организации «Молодняк», одним из организаторов и руководителей БелАПП. Работал заместителем директора Института литературы и искусства АН БССР.
Во время Великой Отечественной, на оккупированной территории стал заведующий литературной частью Минского городского театра. Летом 1944 года вместе с отступающими немецкими частями выехал в Германию. После эмигрировал в США, где первое время работал лесорубом. В 1951-1955 годах — директор управления БИНИИ. Некоторое время член правительства БНР, но затем вышел из него. Несколько раз посещал СССР, в том числе и Минск.

## Спасылкi
- Зусім нядаўна споўнілася 50 гадоў з дня заснаваньня Беларускага інстытуту навукі й мастацтва ў Нью Ёрку - найбольшае беларускае навуковае ўстановы акадэмічнага тыпу за мяжою Архивная копия от 23 марта 2019 на Wayback Machine — TUT.by, 8 лютага 2002